# 中心式舞台

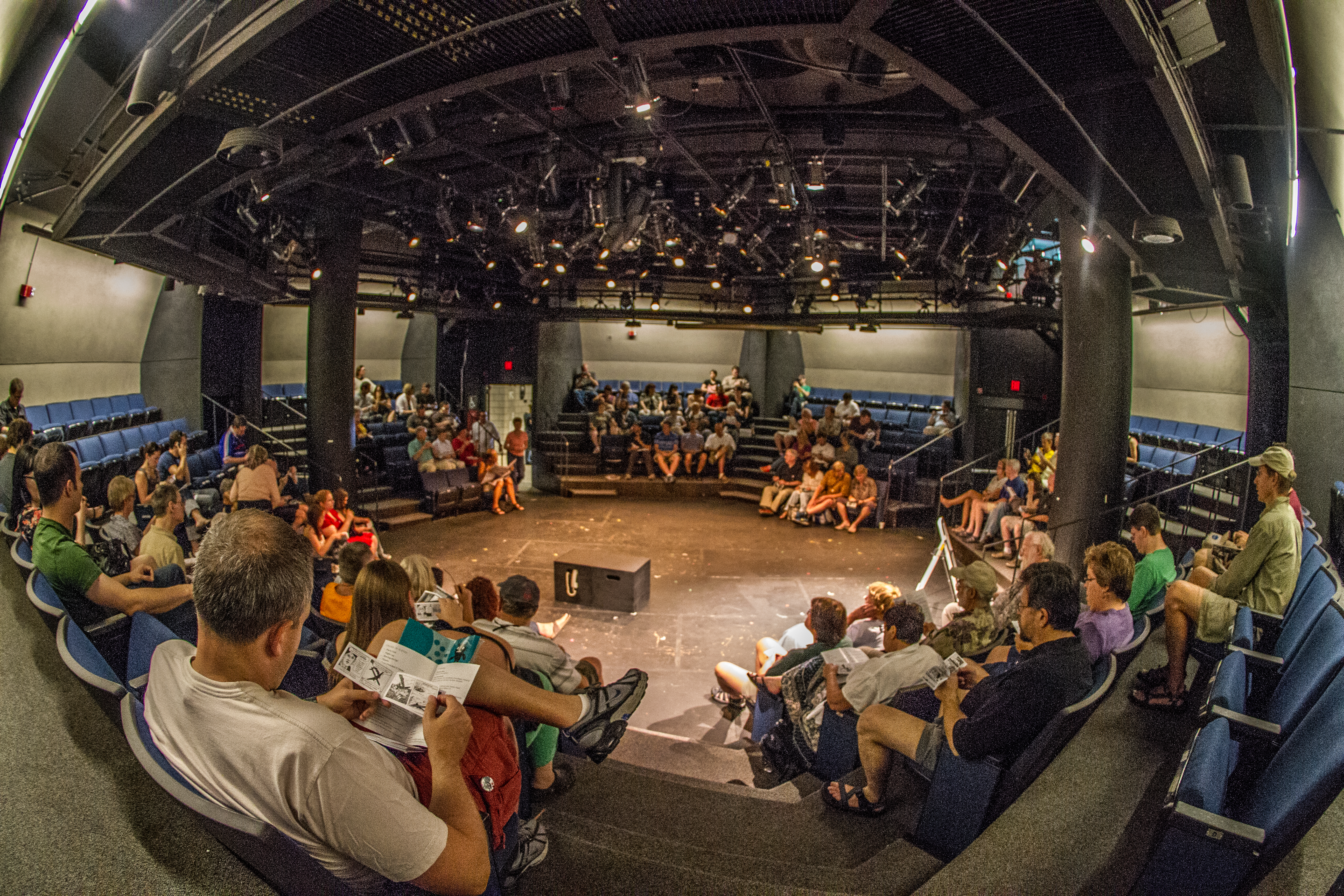
中心式舞台

中心式舞台（Center Stage 或 Arena Stage）屬於一種開放式的劇場結構。表演區設在觀眾席的中央，建築結構上沒有台口，也沒有台幕。绝大多数体育馆采用这种结构。

## 例子
- 台灣台北體育館
- 香港紅磡體育館